# Sœurs missionnaires de l'Immaculée-Conception
Les Sœurs missionnaires de l'Immaculée-Conception forment une congrégation religieuse féminine missionnaire de droit pontifical. 

## Historique

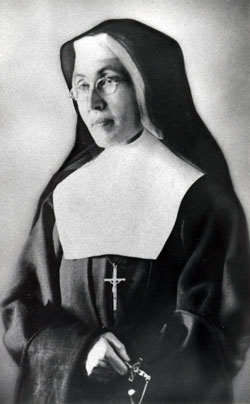
Photo de Délia Tétreault.

La congrégation est fondée au Québec en 1905 par Délia Tétreault (1865-1941) en religion Mère Marie du Saint-Esprit. Sa mauvaise santé la force à quitter d'abord la congrégation des sœurs de la charité de Saint-Hyacinthe puis à abandonner son projet de se rendre en Afrique pour collaborer avec les pères blancs. Ne pouvant se rendre personnellement en mission, elle décide de fonder sa propre famille missionnaire religieuse. Le 3 juin 1902, elle ouvre une école apostolique à Côte-des-Neiges, près de Montréal, premier noyau de la congrégation naissante.
Le pape Pie X favorise et bénit son projet et comme l'Église fête le cinquantenaire de la définition du dogme de l'Immaculée Conception, il donne le titre de Missionnaires de l'Immaculée Conception pour l'institut. Les sœurs prononcent leurs premiers vœux en 1905 et en 1909 la première mission est ouverte à Canton (Chine).
L'institut reçoit le décret de louange le 1er mars 1925 et l'approbation définitive du Saint-Siège le 7 mars 1933.

## Activités et diffusion
Les sœurs se consacrent à toutes sortes d'œuvres dans les missions (éducation, catéchèse, soins aux orphelins et aux malades) et à l'animation de mission dans les pays d'origine chrétienne.
Elles sont présentes en :
- Amérique : Canada[1], Bolivie, Cuba, Haïti, Pérou[2].
- Afrique : Malawi, Madagascar, Zambie[3].
- Asie : Chine, Hong Kong, Japon, Philippines, Taïwan[4].

La maison-mère est à Outremont aujourd'hui arrondissement de la ville de Montréal.
En 2017, l'institut comptait 515 sœurs dans 51 maisons.